# Mark Dunbar
Mark Anthony Dunbar (* 1. června 1961 Blackburn, Velká Británie) je bývalý britský zápasník, volnostylař. V roce 1980 na hrách v Moskvě vypadl v kategorii do 52 kg ve druhém kole a obsadil tak dělené patnácté, tedy poslední místo. V roce 1984 na hrách v Los Angeles vypadl v kategorii do 62 kg taktéž ve druhém kole a obsadil tak čtrnácté místo. V roce 1984 obsadil sedmé a v roce 1988 šestnácté místo na mistrovství Evropy. V roce 1978 vybojoval bronzovou medaili na hrách Commonwealthu.